# Galleria Tret'jakov
La Galleria Tret'jakov (in russo Государственная Третьяковская Галерея?, Gosudarstvennaja Tret'jakovskaja Galereja, traslitterato come Tretyakov nello stile anglosassone) è un museo a Mosca, che ospita una delle più grandi collezioni di belle arti russe al mondo.

## Storia e descrizione
La storia della pinacoteca ha inizio nel 1856 quando il mercante moscovita Pavel Michajlovič Tret'jakov (1832-1898) iniziò ad acquistare opere d'arte da artisti russi dell'epoca, nell'intento di creare una collezione che un giorno sarebbe potuta diventare un museo nazionale. Nel 1892 Tret'jakov donò la sua ormai celebre collezione alla Nazione.
La Galleria fu costruita fra il 1902 e il 1904 a sud del Cremlino. Durante il XX secolo si è estesa inglobando diversi edifici circostanti, tra cui la chiesa risalente al XVII secolo di San Nicola di Tolmači.
La facciata dell'edificio fu disegnata dal pittore Viktor Michajlovič Vasnecov in uno stile fiabesco tipicamente russo. Di fronte è collocata la statua di Pavel Tret'jakov, opera di Aleksandr Pavlovič Kibal'nikov.
Nel 1977 entrò a far parte del patrimonio del museo la gran parte della collezione di George Costakis.

### Galleria d'arte moderna
Nel 1985 la Galleria Tret'jakov inaugurò una sezione di arte contemporanea, ospitata in un grande edificio di stile razionalista  lungo l'anello dei giardini, a sud del Ponte Krymskij (Крымский мост). L'interrato di questo edificio ospita una collezione di sculture del "Realismo Socialista", inclusa la celebre statua di Evgenij Vučetič raffigurante Feliks Dzeržinskij (che fu rimossa dalla piazza della Lubjanka nel 1991 a seguito della caduta del comunismo). Non distante si trova la statua di Pietro il Grande, opera dello scultore Zurab Konstantinovič Cereteli, che con i suoi 86 metri di altezza è una delle statue più alte del mondo.

### Opere
La galleria ospita circa 190.000 opere.
Attualmente la collezione comprende: pittura russa, grafica, scultura, oggetti di arte applicata; le opere vanno dall'XI al XXI secolo.
Tra gli autori, di varie epoche, che sono presenti nella collezione: Aleksej Gavrilovič Venecianov, Ivan Konstantinovič Ajvazovskij, Michail Aleksandrovič Vrubel', Valentin Aleksandrovič Serov, Il'ja Efimovič Repin, Kazimir Severinovič Malevič, Daniil Čërnyj, Vasilij Ivanovič Surikov, Aleksandr Andreevič Ivanov, Viktor Michajlovič Vasnecov, Andrej Kolkutin, Vasilij Vasil'evič Kandinskij, Vasilij Grigor'evič Perov, Orest Adamovič Kiprenskij, Karl Pavlovič Brjullov, Pavel Fëdorovič Nikonov.

## Bibliografia

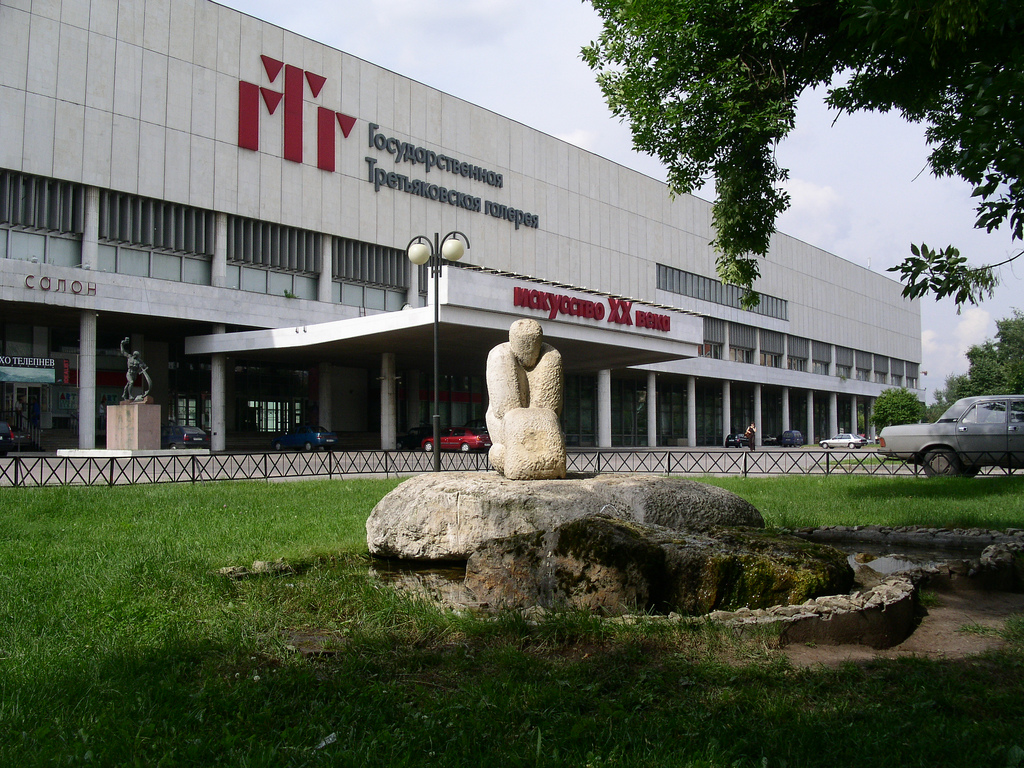
La Nuova Galleria Tret'jakov in Krymskij Val